# توم ريكيتس
توماس ب. ريكيتس (15 يناير 1853 - 19 يناير 1939) ممثل ومخرج وممثل سينمائي أمريكي من مواليد إنجليزا ورائدًا في صناعة السينما. قام بتصوير إبنزر سكروج في أول فيلم أمريكي مقتبس عن ترنيمة عيد الميلاد (1908)، وأخرج واحدة من أولى الصور المتحركة التي تم إنتاجها في هوليوود. بعد إخراج عشرات الأفلام الصامتة ، بما في ذلك أول فيلم تم إصداره بواسطة يونيفرسال بيكشرز، أصبح توم ريكيتس ممثلًا بارزًا.

## روابط خارجية
- توم ريكيتس في قاعدة بيانات الأفلام على الإنترنت
- توم ريكيتس في قاعدة بيانات برودواي على الإنترنت
- توم ريكيتس على موقع فايند أغريف